# Pietro Bocca
Pietro Bocca (falecido em 1487) foi um prelado católico romano que serviu como bispo de Bagnoregio (1475–1487).

## Biografia
No dia 6 de novembro de 1475, Pietro Bocca foi nomeado durante o papado de Sisto IV como Bispo de Bagnoregio. Serviu como bispo de Bagnoregio até à sua morte em 1487 (embora a sua data de morte não seja certa, havendo registos que indicam 1483).